# 冯晓源
冯晓源（1956年—）是一位中国医学家、医学影像专家。前复旦大学上海医学院院长，现任复旦大学副校长。

## 生平
浙江宁波人。1956年8月，出生于上海市。1977年至1982年，就读于上海第一医学院医学系，获得医学学士学位。毕业后，分配在在上海第一医学院附属华山医院放射科工作。1983年至1989年 ，在上海医科大学攻读医学博士学位。1989年，获得上海医科大学医学博士学位。
1988年至1997年间，曾先后在美国加州大学旧金山分校附属医学中心、瑞典隆德大学医院、比利时布鲁塞尔自由大学医学院访问研究。1996年，晋升为上海医学院教授。
2011年4月28日，出任复旦大学党委常委、复旦大学副校长。冯晓源是中华医学会放射学会候任主任委员，并担任上海医学会医学教育学分会主任委员。他是上海生物医学工程学会副理事长，兼任放射工程专业委员会主任委员。他曾担任多种学术刊物编委，包括《中华放射学杂志》（副总编）、《中国医学计算机成像杂志》（责任主编）等。

## 代表著作
- 《现代医学影像学进展》（主编）
- 《影像诊断手册·神经系统分册》（主编）
- 《医学影像学试题与题解——医学教学参考丛书》（主编）[1]